# 三代目 J SOUL BROTHERS 山下健二郎のオールナイトニッポン
『三代目 J SOUL BROTHERS 山下健二郎のオールナイトニッポン』（さんだいめジェイソウルブラザーズやましたけんじろうのオールナイトニッポン）は、ニッポン放送で2015年4月3日から2019年3月29日まで放送されたラジオ番組である。パーソナリティは三代目 J SOUL BROTHERSの山下健二郎である。なお、番組が開始された2015年4月3日から2018年12月29日（28日深夜）放送分までは『三代目 J Soul Brothers 山下健二郎のオールナイトニッポン』という番組タイトルで放送されてきたが、2019年1月12日（11日深夜）放送分からユニット名の表記を変更に伴い、現番組タイトルに表記を変更をされた。2019年4月から『三代目 J SOUL BROTHERS 山下健二郎のZERO BASE』として0時台に移動。

## 概要
番組には、LDH所属のアーティストらが「週替わりパートナー」として登場する。
三代目 J SOUL BROTHERSのメンバーが『オールナイトニッポン』のレギュラーパーソナリティを務めるのはこれが初めてとなる。起用の理由についてオールナイトニッポンのチーフディレクターは「パフォーマンスしている時は格好良く、バラエティー番組では三枚目キャラのギャップで多くの皆さんに愛されていて、パーソナリティーにぴったりだと思いました」と説明している。
その後、2015年3月23日に『ニッポン放送春のキャンペーン＆“オールナイトニッポン”新パーソナリティ記者会見』において、山下は「歴史のあるオールナイトニッポンのパーソナリティを務めさせていただけるということで、感謝の気持ちと個人の歓喜の気持ちでいっぱいでございます」とした上で「LDHからいろんなゲストを呼んで、僕たちの活動や素の部分をもっと掘り下げて聞いていきたい。僕は知っているけどリスナーの方は知らないプライベートな部分とか最近の趣味とかを伝えていければなと思っています。個人を知っていただくチャンスだと思う」と意気込んだ。番組内容については「僕たちは普段ステージとか音楽を聴いてくださるファンの方に発信する側なので、逆に僕たちをどう思っているのかとかを聞いてみたい。質問や投稿にしっかり答えて、ファンの人と距離を深められたらいいですね!」と話している。
しかし、2015年4月3日の第1回の放送では、山下がオープニングでおよそ10分間にわたりフリートークを行うことになっていたが、わずか30秒で終わってしまい、その後は、原稿をただ読んだだけで第1回の放送が終了してしまった。そのオープニングトークの出来映えはスタッフ曰く「30点」とかなり厳しめで、その後、その日のパートナーであるNESMITHやリスナーから届いたアドバイスのメールを検討した結果、オープニングトークをやり直した。その教訓として、山下健二郎は「ひとりで話すことは大変だとすごくショックを受けて、それからは、ラジオで人がどういう展開でどんなオチをつけて話すのか、よく聴くようにしています」と話している。
2015年7月10日から2016年6月まではNOTTVのNOTTV1でも本番組が放送されていた。ただし前週放送分を1時間に編集したものをダイジェスト放送。
2016年2月19日の回では実兄山下正太郎がゲスト出演した。
2016年3月、リスナーの呼び方が「ヒザゲラー」に正式に決定された。同月現在メール募集中のコーナーに、「山下ベース」（山下が趣味に没頭しながらリスナーの質問に答える）、「山下健二郎を作った50のこと」などがある。
2016年9月2日の回では、先のリオデジャネイロオリンピック・バドミントン女子ダブルス金メダリストの高橋礼華・松友美佐紀の「タカマツペア」が生出演。これは、高橋礼華が山下のファンであることから金メダル獲得の際のご褒美について番組の出演を希望したことと、これに対し山下が「金メダルを取ったらぜひ番組に来てほしい」と発言したことによって実現。
2019年3月1日に、2019年3月29日で最終回を迎えることが正式に発表された。そして、2019年3月29日に最終回を迎え、放送の中では三代目 J SOUL BROTHERSのメンバー全員が出演しプライベートトークを繰り広げ、番組の後半では、2019年4月から金曜1部のパーソナリティを務める三四郎が出演し、山下が「来週からお願いします、頑張ってください!」とエールを送りつつ、山下から三四郎の2人に番組の放送枠を引き継いだ。そして、リスナーに対して「4年間いろいろありましたが、ゲストの皆さん、スタッフの皆さん、そして三代目のメンバー、何よりヒザゲラー（リスナー）の皆さんに支えられてきた4年間だったなと思っています。これからもラジオを愛してほしいなと思います。新番組もぜひ、皆さん聞いてください。ということで、『三代目 J SOUL BROTHERS山下健二郎のオールナイトニッポン』はここまで! 三代目 J SOUL BROTHERS、パフォーマーの山下健二郎でした! みんな、バイバーイ!!」と最後のあいさつを行って、4年間の番組の歴史に終止符を打った。

## 放送時間
- 金曜 25:00-27:00
- 金曜 23:00-24:00（NOTTV1、2015年7月10日 - 2016年6月）

## 代理番組
最初から特別番組として放送されるケースと、山下が春休み、夏休み、冬休みで休む時に代役として起用されるケースがある。
- TM NETWORK（2015年4月17日）
- 堀内健（ネプチューン）・出川哲朗（2015年6月19日）
- 星野源（2015年12月4日）
- KANA-BOON（2016年2月26日）
- くりぃむしちゅー（2016年6月17日・2018年8月31日）
- 小栗旬（2016年11月11日）
- ゆず（2017年6月2日）
- E-girls[14]（2018年4月27日）
- MISIA・HIDE（GReeeeN）（2019年1月4日）

## テーマ曲
- OP:「BITTERSWEET SAMBA」
- ED:
  - 「Feel So Alive」（2015年4 - 6月）
  - 「蒼き日々」（2015年7月 - 2016年3月）
  - 「Friend Ship」（2016年4月 - 2017年3月）
  - 「Here Is Gone」（2017年4月 - ）

## コーナー
- オールナイトニッポンダンス部！[15]

ダンス好きのリスナーからのメールを募集する。
- 山下ベース[15]

山下が趣味に没頭しながらリスナーの質問に答える。
- 山下パーリーナイト[15]

テンションが上がったことやハッピーな出来事を募集する。
- 山下健二郎を作った50のこと[15]

山下が影響を受けたことなどを語ったもので、このコーナーはもっと山下自身の人生を語ってほしいという事でスタッフがこのコーナーを企画したもので、2017年5月24日に「山下健二郎を作った50のこと。」として書籍化されることになった。
- やたらと夏好きなやつ[15]

山下がどうしても許せない『やたらと夏好きなやつ』のようなリスナーが許せない言動、行動、人を山下健二郎が許せないかジャッヂするコーナー
- 山フェス実行委員会[15]

山下がいつか開催したいと思っている「音楽」と「お笑い」を融合したフェスのアイデアを募集する。
- 探偵オールナイトスクープ！[15]

「探偵!ナイトスクープ」の当番組版。
- ドゥンガ[15]

90年代に流行したキーワードの意味を面白おかしく募集する。90年代にスマートフォンはないので検索は禁止。
- 深夜のヤングシナリオコンテスト[15]

「ミユキ」「ハル」「タカシ」の3人のキャラクターと週替わりの設定およびキーワードを使ったショートストーリーを募集する。朗読は東島衣里が担当。
- フィッシングトーーーーク！[15]

山下が4つのエピソードを語り、リスナーから1つだけ嘘を見抜いてもらう。

## 過去のコーナー
- 山下ダンススクール[15]

リスナーからの失敗談や嫌な出来事に山下がひとことずつアドバイスをし、BGMに合わせて踊り、ストレスを発散させる。
- ダッシュ健二郎！[15]

山下がミニ四駆を作り、『ジャパンカップ2015東京大会』出場を目指す。
- フィーーーッシュ！[15]

魚と女が釣られそうなかっこいい台詞を募集する。